# Золотоніський ґебіт
Золотоні́ський ґебі́т, окру́га Золотоно́ша (нім. Kreisgebiet Solotonoscha) — адміністративно-територіальна одиниця у складі Генеральної округи Київ, що в свою чергу входила до Райхскомісаріату Україна під час німецької окупації Української РСР протягом Німецько-радянської війни. Адміністративним центром ґебіту було місто Золотоноша.
Ґебіт утворено 1 вересня 1942 року на території нинішньої Черкаської області. Поділявся на 4 райони (нім. Rayons). Формально існував до 1944 року. Охоплював територію чотирьох районів тодішньої Полтавської області: Гельмязівського, Іркліївського, Золотоніського і Чорнобаївського та, відповідно, поділявся на чотири райони: Гельмязів (Rayon Gelmjasow), Іркліїв (Rayon Irklejew), Золотоноша (Rayon Solotonoscha) і Чорнобай (Rayon Tschernobai),  межі яких збігалися з тогочасним радянським адміністративним поділом. При цьому зберігалася структура адміністративних і господарських органів УРСР. Всі керівні посади в ґебітах обіймали німці, головним чином з числа тих, що не підлягали мобілізації до вермахту. Лише старостами районів і сіл призначалися лояльні до окупантів місцеві жителі або фольксдойчі.